# Yousif Habash
Barnaba Yousif Behnam Habash (arabe : يوسف بهنام حبش), né le 1er juin 1951, est un évêque irakien de l'Église catholique syriaque. Depuis 2010, il est l'éparque de l'éparchie Notre-Dame de la Délivrance de Newark des Syriaques.

## Biographie
Yousif Habash est né le 1er juin 1951 à Bakhdida en Irak. En 1965, il est entré au séminaire Saint-Jean de Mossoul à l'âge de 14 ans. De 1970 à 1972, il a effectué son service militaire en Irak. Par la suite, après la fermeture du séminaire de Mossoul, il a poursuivi ses études au séminaire à Charfet au Liban, comme étudiant à l'université Saint-Esprit de Kaslik. Il fut ordonné prêtre pour l'archéparchie de Mossoul le 31 août 1975 et servit en tant que prêtre de paroisse dans sa ville natale de Bakhdida. Par la suite, il servit en tant que vicaire et pasteur de la paroisse du Sacré-Cœur de Bassora.
En 1994, il fut assigné à la mission catholique syriaque en Amérique du Nord, servant d'abord à Newark au New Jersey, puis, à partir de 2001, à l'église du Sacré-Cœur de Jésus de West Hollywood en Californie.
En avril 2010, il fut nommé par le pape Benoît XVI en tant que second éparque de l'éparchie Notre-Dame de la Délivrance de Newark. Il fut consacré évêque le 11 juillet 2010 par son prédécesseur, Ephrem Joseph Younan, qui a été élu patriarche d'Antioche et de tout l'Orient des Syriens.